# Foral

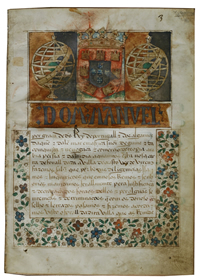
Foral beviljad staden Castro Verde 1510.

Foral (även carta de foral; ungefär stadsprivilegier) var ett kungligt dokument, från 1000-talet till 1500-talet i Portugal, genom vilket en ort eller kommun (concelho) konstituerades, dess administration reglerades och dess gränser och privilegier angavs.